# FÉG 39M
Die Danuvia 39M ist eine ungarische Maschinenpistole im Kaliber 9 × 25 mm Mauser, die in der zweiten Hälfte der 1930er-Jahre von Pal Király für die Budapester Metallwaren, Waffen- und Maschinenfabrik AG in Budapest entwickelt wurde.

## Entwicklung

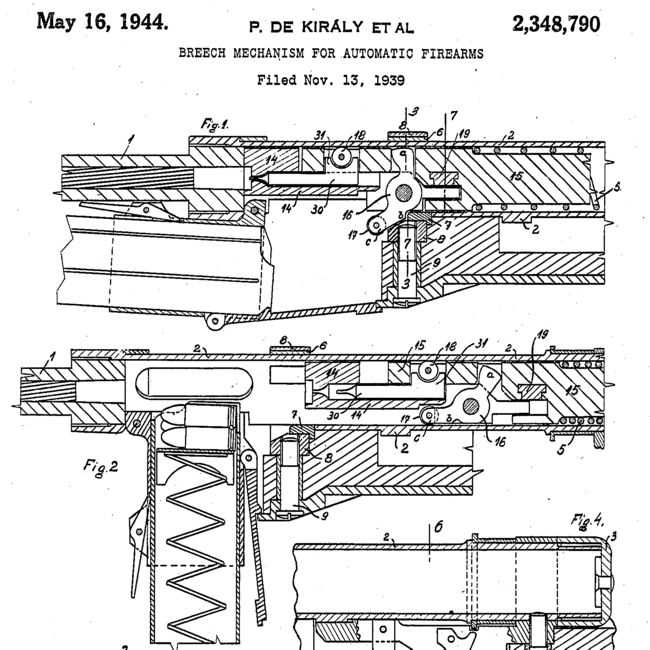
Patentzeichnung, 1939

Király war Ende der 1920er-/Anfang der 1930er-Jahre bei der SIG für die Entwicklung des Magazins, der Magazinhalterung und der Patronenzufuhr des SIG MKMO verantwortlich. Nachdem er nach Ungarn zurückgegangen war, konstruierte er dort die MPi 39M, bei der er ebenfalls einen verzögerten Masseverschluss und die Klappmagazinkonstruktion des MKMO verwendete, eine Konstruktion, die er nach dem Zweiten Weltkrieg für die Cristobal 2, ein dominikanisches Schnellfeuergewehr im Kaliber .30 Carbine, wiederverwendete.
Obwohl Lauf- und Gesamtlänge der Waffe dem SIG MKMO entsprachen, und die Waffe für dieselbe Munition eingerichtet war, wurde die 39M nicht als Karabiner bezeichnet. Király übernahm unverändert seine Magazinhalterung und damit die Möglichkeit, das Magazin nach vorn in eine Aussparung des Vorderschaftes zu klappen und somit während des Marsches platzsparend zu verstauen, während gleichzeitig die Feuerbereitschaft nur minimal eingeschränkt wurde. Auch äußerlich ähnelt die Waffe dem MKMO sehr, doch ist die Verschlusskonstruktion eine andere. Király wählte wiederum einen verzögerten Masseverschluss, dessen zweiteilige Verschlusskonstruktion mit einer Hebelübersetzung arbeitete. Dadurch konnte der Verschluss mit 500 g Masse relativ leicht gehalten werden, was der Treffsicherheit zugutekam, da so weniger bewegte Masse erforderlich war.
Die Waffe wurde als 39M vom ungarischen Heer zur Ordonnanz erklärt und die Serienproduktion begann 1939. Es wurden etwa 8.000, nach anderen Angaben 13.000 Stück sowie etwa 5.000 43M hergestellt.

## Technik
Die MPi 39M ist ein Rückstoßlader im Kaliber 9 × 25 mm Mauser mit hebelverzögertem Masseverschluss. Der Verschluss ist zweiteilig und verriegelt in der Verschlussgehäuseunterseite. Die Waffe ist zuschießend, beim Verschlussvorlauf wird eine Patrone aus dem Magazin zugeführt, das Verschlussvorderteil wird am Patronenlager gestoppt, das weiter vorlaufende Hinterteil drückt den oberen Hebelarm nach vorn, wodurch der Hebel kippt und der untere Hebelarm in eine Aussparung der Gehäuseunterseite eingreift, gleichzeitig wird dadurch der bewegliche Schlagbolzen nach vorn gedrückt, trifft auf das Zündhütchen und der Schuss bricht. Durch den Rückstoßimpuls will das Verschlussvorderteil zurückgleiten, muss dabei aber den Widerstand des Hebels überwinden, der durch seine Kippbewegung das Hinterteil beschleunigt, wodurch die Öffnungsbewegung solange verzögert wird, bis der Gasdruck im Lauf weit genug abgesunken ist. Anschließen legen beide Verschlussteile den weiteren Rücklaufweg gemeinsam zurück. Dadurch wird die Schließfeder gespannt, die dann den Verschluss wieder nach vorn drückt. Dies wiederholt sich solange, wie der Abzug gedrückt wird bzw. das Magazin leer ist. Die Waffe hat einen ringförmigen kombinierten Feuerwahl-/Sicherungshebel, der sich hinten am Verschlussgehäuse befindet und die Stellungen E (ungarisch Egyes ‚Einzelfeuer‘), S (ungarisch Sorozat ‚Dauerfeuer‘) und Z (ungarisch Zárt ‚Sicher‘) hat.

## Varianten

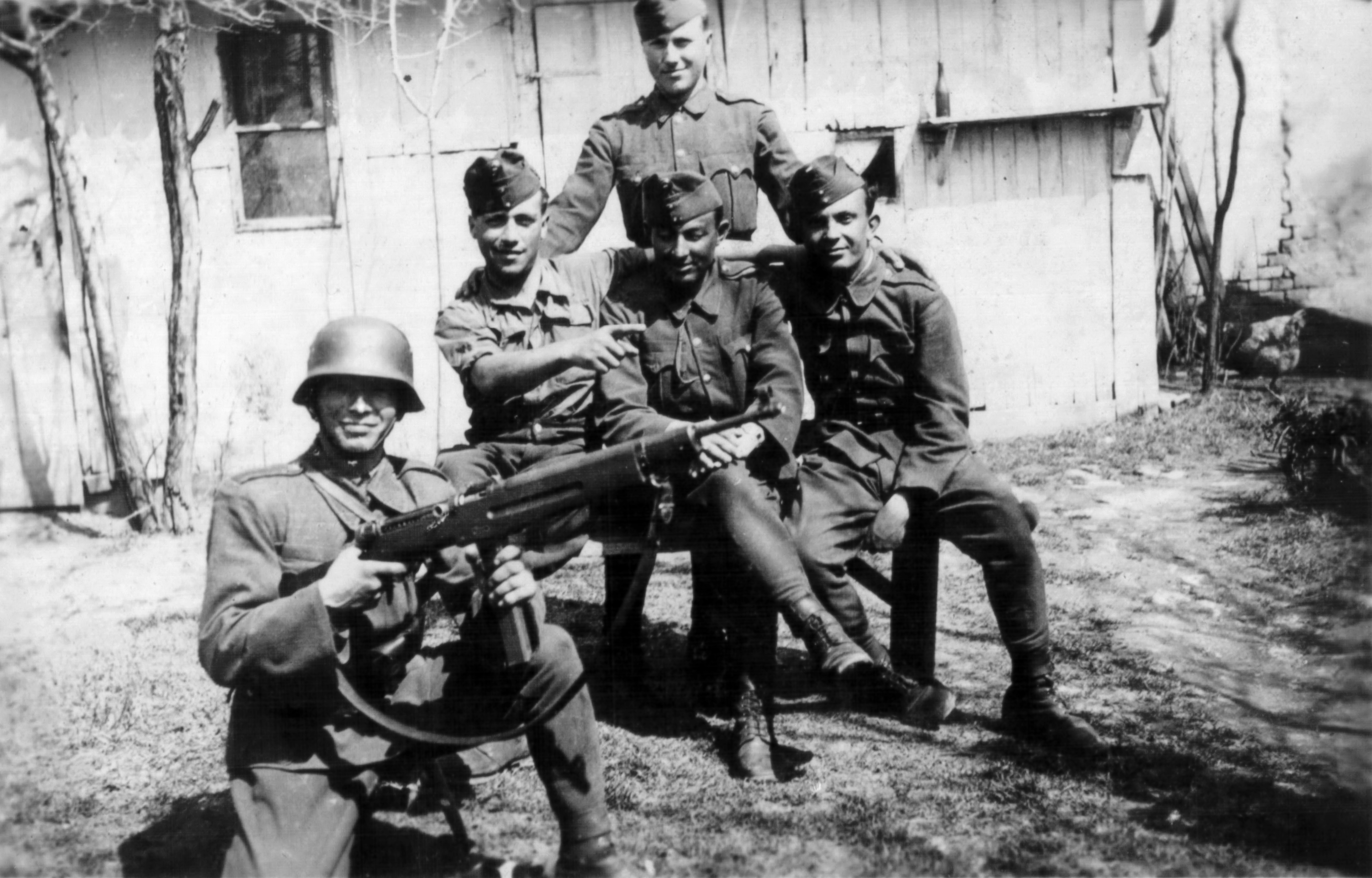
Ungarischer Soldat mit 39M, 1944

Aufgrund der Einsatzerfahrungen der königlich ungarischen Armee im Krieg gegen die Sowjetunion entwickelte Király das Modell 43M. Während der interne Aufbau unverändert blieb, wurde die Magazinhalterung etwas nach vorn geneigt, um die Patronenzufuhr zu verbessern. Die Waffe erhielt einen hölzernen Pistolengriff, der massive Holzkolben entfiel und wurde durch eine Klappschulterstütze ersetzt, die aus zwei Streben mit einer klappbaren Bodenplatte bestand und nach vorn unter den Schaft geklappt wurde. In der Bodenplatte fand sich eine Aussparung, die die Magazinhalterung freiließ, so dass auch mit unterklappter Schulterstütze geschossen werden konnte. Weiterhin wurde die Lauflänge auf 425 mm verringert. Die Gesamtlänge mit ausgeklappter Schulterstütze entsprach der 39M, mit angeklappter Stütze war die 43M noch 750 mm lang. Die Masse verringerte sich von 4,54 kg geladen auf 4,40 kg bzw. 3,87 kg mit leerem Magazin.
Beide Waffen waren für das Ordonnanzbajonett 35M der ungarischen Armee eingerichtet.

## Einsatzstaaten
- Ungarn: königlich ungarische Armee, bis 1945